# Bill Toomey
William Anthony „Bill” Toomey (ur. 10 stycznia 1939 w Filadelfii) – amerykański lekkoatleta, wieloboista, mistrz olimpijski z Meksyku z 1968.
Ukończył studia na University of Colorado w 1962, a następnie na Stanford University. Pierwsze sukcesy lekkoatletyczne odniósł w pięcioboju, w którym zwyciężył w mistrzostwach Stanów Zjednoczonych (AAU) w 1960, 1961, 1963 i 1964. Od 1963 startował w dziesięcioboju. W 1964 zajął 4. miejsce w eliminacjach amerykańskich przed igrzyskami olimpijskimi w Tokio.
W 1965 po raz pierwszy został mistrzem USA (AAU) w dziesięcioboju (potem ten tytuł zdobywał co roku do 1969), a także zwyciężył w letniej uniwersjadzie w 1965 w Budapeszcie. W 1966 ustanowił rekord świata wynikiem 8234 pkt, który jednak nie został zatwierdzony. W 1967 zwyciężył w igrzyskach panamerykańskich w Winnipeg.
Zdobył złoty medal w dziesięcioboju na igrzyskach olimpijskich w 1968 w Meksyku ustanawiając rekord olimpijski. W 1969 poprawił rekord świata osiągając 8417 pkt (według obecnej punktacji 8309 pkt). W tym samym roku otrzymał nagrodę im. Jamesa E. Sullivana dla najlepszego amatorskiego sportowca Stanów Zjednoczonych oraz został Lekkoatletą Roku miesięcznika Track & Field News.
Po zakończeniu kariery lekkoatletycznej był konsultantem marketingowym i pracował w telewizji. Sprzedaje suplementy diety oznaczone własnym nazwiskiem.
W 1969 poślubił brytyjską lekkoatletkę Mary Rand, mistrzynię olimpijską w skoku w dal z Tokio. Para miała dwie córki. Rozwiedli się po 22 latach małżeństwa.